# 257
Криза Римської імперії у 3 столітті. Період тридцяти тиранів. Правління імператора Валеріана. В імперії триває чума Кипріяна. У Китаї триває період трьох держав, у Японії — період Ямато, у Персії править династія Сассанідів.
На території лісостепової України Черняхівська культура. У Північному Причорномор'ї готи й сармати.

## Події
- Війська Валеріана відбили у персів Антіохію.
- Майбутній імператор Авреліан здобув перемогу над готами й привів у Рим багато полонених.
- На германських землях римляни відступають.
- 24-им папою римським стає Сікст II.
- Едикт імператора Валеріана зобов'язує всіх громадян приносити жертви богам і забороняє християнам збиратися на могилах померлих.

## Померли
- Стефан I, папа римський.